# Ogled, Smolean
Ogled (în bulgară Оглед) este un sat în comuna Rudozem, regiunea Smolean,  Bulgaria. 

## Demografie
Componența etnică a satului Ogled
     Bulgari (76,16%)
     Nicio identificare (23,83%)
     Altele (0%)
La recensământul din 2011, populația satului Ogled era de 172 locuitori. Din punct de vedere etnic, majoritatea locuitorilor (76,16%) erau bulgari. Pentru 23,83% din locuitori nu este cunoscută apartenența etnică.